# Mwamba Kazadi
Robert Mwamba Kazadi (seltener auch Muamba Kazadi; * 6. März 1947; † 1998) war ein zairischer Fußballtorwart. Mit der Fußballnationalmannschaft von Zaire nahm er 1974 und 1982 an der WM-Qualifikation teil und konnte sich 1974 auch mit seinem Heimatland für die Weltmeisterschaft in Westdeutschland qualifizieren.

## Karriere
Kazadi, der einen großen Teil seiner Vereinskarriere bei seinem Stammklub TP Mazembe verbrachte, agierte viele Jahre als Stammkraft im Tor von Zaire bzw. dem davor schon unter dem Namen Demokratische Republik Kongo geführten zentralafrikanischen Land. Nachdem er beim ersten WM-Qualifikationsspiel Zaires am 6. Juni 1972 nicht antreten konnte, bestritt er mit Zaire am 20. Juni 1972 sein erstes WM-Qualifikationsspiel, das in einem klaren 4:0-Erfolg über Togo endete. Danach führte er sein Team als Stammtorhüter durch die gesamte WM-Qualifikation und schaffte schließlich, nach einem 3:0-Sieg über Marokko, den Einzug in die WM-Endrunde in Westdeutschland. Kazadi bestritt dabei neun der eigentlich elf fixierten Qualifikationsspiele Zaires. Das elfte und damit letzte Spiel wurde allerdings 2:0 für Zaire gewertet, da die auf aussichtsloser Position liegenden Marokkaner im Rückspiel auf eine Antreten verzichteten. Während seiner neun Quali-Einsätze wurde er nur ein einziges Mal ausgewechselt. Dies geschah am 27. Februar 1973 beim 2:0-Erfolg über Kamerun, wo Otepa Kalambay, der später auch mit im WM-Kader stand, für ihn ins Spiel kam. Von seinen neun Qualifikationsspielen gewann Kazadi mit seiner Mannschaft sieben und musste sich nur zwei Mal knapp mit 0:1 geschlagen geben.
Aufgrund dieser Leistungen nahm er 1973 an der Wahl zu Afrikas Fußballer des Jahres teil, musste sich am Ende allerdings knapp gegen seinen Landsmann und auch Vereinskollegen Tshimimu Bwanga geschlagen geben. Allerdings kann sein zweiter Platz in dieser Wahl auch als Auszeichnung zu Afrikas Torwart des Jahres gewertet werden. Mit der eher kleingewachsenen zairischen Nationalmannschaft trat er schließlich bei der WM-Endrunde in allen drei Gruppenspielen Zaires in Erscheinung. Bis zu seinem WM-Antritt hatte es Kazadi auf insgesamt 52 offizielle Länderspielauftritte für Zaire gebracht. So erfolgreich die Qualifikation für Zaire gelaufen war, so schlecht schnitt das Team schließlich in der Endrunde ab. Nach einer 0:2-Niederlage gegen Schottland folgte schließlich im zweiten Gruppenspiel gegen das Heimatland von Zaires Cheftrainer Blagoja Vidinić der große Dämpfer. Bereits nach 18 absolvierten Spielminuten lag die zairische Mannschaft gegen Jugoslawien mit 0:3 zurück, was Vidinić dazu veranlasste, einen noch nie dagewesenen Schritt zu wagen. Dabei nahm er in der 22. Spielminute, währenddessen Zaires Mulambu Ndaie vom kolumbianischen Schiedsrichter Omar Delgado irrtümlich mit einer roten Karte vom Platz gestellt wurde, Kazadi aus dem Tor und wechselte stattdessen den unerfahrenen Dimbi Tubilandu, der neben dem dritten Torwart Kalambay vor dem WM-Antritt auch erst ein Länderspiel bestritten hatte, ein.
Dies war bis zu diesem Zeitpunkt das erste Mal, dass bei einer WM-Endrunde ein Spieler nicht aufgrund einer Verletzung oder anderen physischen Gründen aus dem Spiel genommen wurde. Dieser Wechsel sollte sich jedoch als ebenso fatal erweisen, da Tubilandus erste Ballberührung im Spiel die war, als er den Ball aus seinem eigenen Tor holte. Der Jugoslawe Ivica Šurjak hatte noch in der gleichen Minute der Einwechslung Tubilandus zum 4:0 getroffen. Am Ende verlor Zaire das Spiel im Parkstadion von Gelsenkirchen deutlich mit 0:9, der bis heute höchsten Niederlage in der Verbandsgeschichte Zaires bzw. der DR Kongo. Im darauffolgenden unbedeutenden Gruppenspiel gegen Brasilien, in dem wieder Kazadi im Tor Zaires stand, unterlagen die Zentralafrikaner erneut klar mit 0:3. Am Ende der Gruppenphase schied man schließlich mit 14 Gegentreffern aus drei Spielen und keinem einzigen erzielten Tor von der WM-Endrunde 1974 aus. Kazadi war nach dem WM-Aus weiterhin im Nationalteam seines Heimatlandes erfolgreich im Einsatz und wurde zudem 1980 noch in zwei Spielen der Qualifikation zur WM 1982 für Zaire eingesetzt. Damals schaffte es das Team allerdings nicht zur WM-Endrunde, die in Spanien ausgetragen wurde.
Im Jahre 1998, in dem er auch verstarb, war er an der Wahl zu Afrikas Torhüter des Jahrhunderts beteiligt. Dort kam er mit 19 Punkten hinter Joseph-Antoine Bell, Thomas N’Kono, Sadok Attouga und Badou Zaki auf Platz 5. Zwei Jahre später wurde er von der IFFHS zum Torhüter des Jahrhunderts der Demokratischen Republik Kongo (Zaire) gewählt. Außerdem wurde er zu Zaires Sportler des Jahrtausends gewählt.

## Erfolge
- Afrikas Torhüter des Jahres: 1973
- Afrikas Torhüter des Jahrhunderts: Platz 5
- Torhüter des Jahrhunderts der Demokratischen Republik Kongo (Zaire)
- WM-Teilnahme mit Zaire: 1974